# بيدرو دي ألفارادو
بدرو دي ألفارادو  (ولد في 1485 أو 1495 - توفي في 4 يوليو 1541) (بالإسبانية: Pedro de Alvarado) هو ضابط ومستكشف إسباني. ولد بيدرو دي ألفارادو في مدينة باداخوز، بإسبانيا، وتوفي في وادي الحجارة بإسبانيا الجديدة السابقة. عرف بيدرو بمهارته كجندي، وقسوته على السكان الأصليين.
ذهب بيدرو دي ألفارادو إلى هيسبانيولا في عام 1510، وأبحر ضمن بعثة في 1518 لخوان دي غريخالفا، وكان المساعد الرئيسي ارنان كورتيس في غزو المكسيك عام 1519. قام بالقيادة في تينوتشتيتلان بغياب كورتيس، وأثارت وحشيته تمرّداً محلياً قصيراً. بعث من قبل كورتيس في عام 1523، وفتح غواتيمالا والسلفادور. وقد حكم غواتيمالا حتى موته. اجتمع بالمعارضة الكبيرة من المكسيك، ولكن عزز قوّته خلال رحلتين إلى إسبانيا (بين 1527 و 1528، وبين 1536 و 1539)، ومارس السيطرة المطلقة. أسّس العديد من المدن وطوّر المستعمرة.
سار عام 1534 لغزو الإكوادور لكنه تراجع عن ذلك بعد أن دُفع له مائة ألف بيزو.
في عام 1540، أبحر ألفارادو للمولوكاس إلى المكسيك. بينما كان هناك، تأثّر بنائب الملك أنطونيو دي ميندوزا وبحكايات ماركوس دي نيزا، فبدأ بالبحث عن مدينة سيبولا الإسطورية. عندما تمرّد الميكستون Mixtón السكان الأصليون لنويفا غاليسيا بشكل مفاجئ في عام 1541، لعب ألفارادو دوراً في التصدي لهم في حرب ميكستون. قاد هجوماً متهوّراً ولكنه قُتل لاحقاً أثناء تراجعه. استلم خوان رودريغيز كابريلو قيادة البعثة البحرية بعد ذلك. وخلفت زوجة ألفارادو، دونيا بيتريز دي لا كيوفا، زوجها كحاكمة لغواتيمالا، إلّا أن حكمها لم يدم سوى لبضعة أشهر حيث كانت من ضحايا الانفجار البركاني الذي دمّر مدينة جواتيمالا في سبتمبر 1541. وقد تم نشر رسائله المتعلقة بغزو غواتيمالا بعد ذلك.

## روابط خارجية
- بيدرو دي ألفارادو على موقع الموسوعة البريطانية (الإنجليزية)
- بيدرو دي ألفارادو على موقع إن إن دي بي (الإنجليزية)